# Novoměstský tunel
Novoměstský tunel je jednokolejný železniční tunel na katastrálním území Mikulov v Krušných horách na železniční trati Moldavské horské dráhy mezi zastávkou Mikulov v Krušných horách a zastávkou Mikulov-Nové Město v km 154,600 – 154,810 a je od roku 1998 kulturní památkou České republiky.

## Historie
Železniční trať byla stavěna v letech 1873 až 1885. K překonání horského masívu bylo na Moldavské horské dráze postaveno na devatenáct mostů, mostků a propustků a dva tunely. Jeho projekt vypracoval železniční vrchní inženýr Jan Bydžovský, realizaci provedlo stavební podnikatelství Schön & Wessely. Výstavba probíhala v letech 1884–1885 a otevřen byl v roce 1885.

## Popis
Jednokolejný železniční tunel je dlouhý 210,10 metrů a je vyzděn z kamenných kvádrů. Byl ražen v hřbetu hory Klínovčík v nadmořské výšce 770 m. Později byl tunel podskružen ocelovými skružemi s pažením.